# رود (آیووا)
رود (به انگلیسی: Rudd) شهری در ایالت آیووا کشور ایالات متحده آمریکا است که جمعیت آن در سرشماری سال ۲۰۱۰ میلادی، ۳۶۹ نفر بوده‌است.